# FTR Moto
Pour les articles homonymes, voir FTR.
FTR Moto est un fabricant britannique de pièces de moto. FTR Moto est un acronyme de Fabrication Techniques Racing Motorcycles (techniques de fabrication de motos de course).

## Histoire
La société a été fondée en 1994 sous l’appellation techniques de fabrication par Steve Bones. En 1995 elle a aidé Kenny Roberts et TWR à construire un châssis pour leur Modenas KR3 (plus tard appelé Proton KR3). L'entreprise a ensuite fourni plusieurs équipes en Grand Prix moto, en Championnat du monde de Superbike et en 2001, a contribué au châssis de la Petronas FP1.

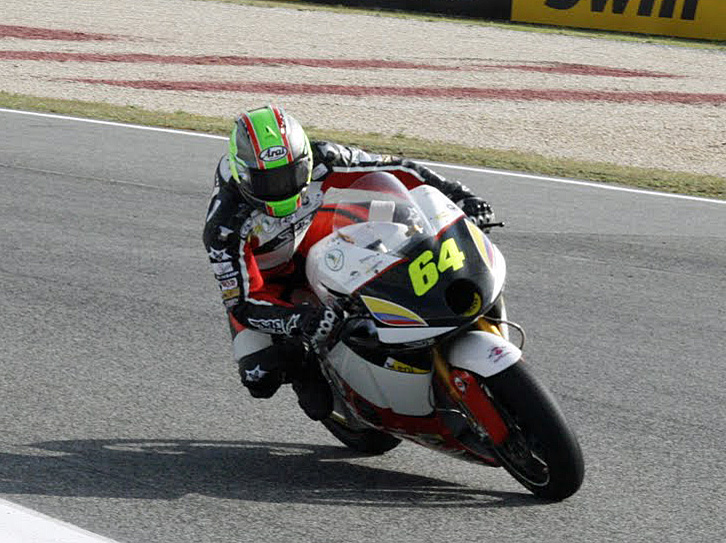
Santiago Hernández pilotant une FTR M211

La marque FTR Moto, liée à la production de châssis pour motos de course, a été lancé en 2009. La société a construit un châssis pour la première saison de la nouvelle catégorie Moto2, créé en Grand Prix moto. La première victoire pour ce fabricant a été acquise par Karel Abraham au Grand Prix de Valence en 2010. Pour la saison 2012, FTR s'est introduit dans la nouvelle catégorie Moto3 ainsi qu'en MotoGP. Au Grand Prix du Qatar en 2012, Maverick Viñales remporte la première course Moto3 en pilotant une Honda équipée d'un châssis FTR. En MotoGP l'entreprise a fourni un châssis pour Honda Gresini Racing et pour le team Avintia Racing Kawasaki.
En 2012, la société a été rachetée par Heads of the Valleys Development Company, le parrain du nouveau Circuit du Pays de Galles,.